# Oïrats
Cet article possède un paronyme, voir OIRAT.
 (février 2015).
Si vous disposez d'ouvrages ou d'articles de référence ou si vous connaissez des sites web de qualité traitant du thème abordé ici, merci de compléter l'article en donnant les références utiles à sa vérifiabilité et en les liant à la section « Notes et références ».

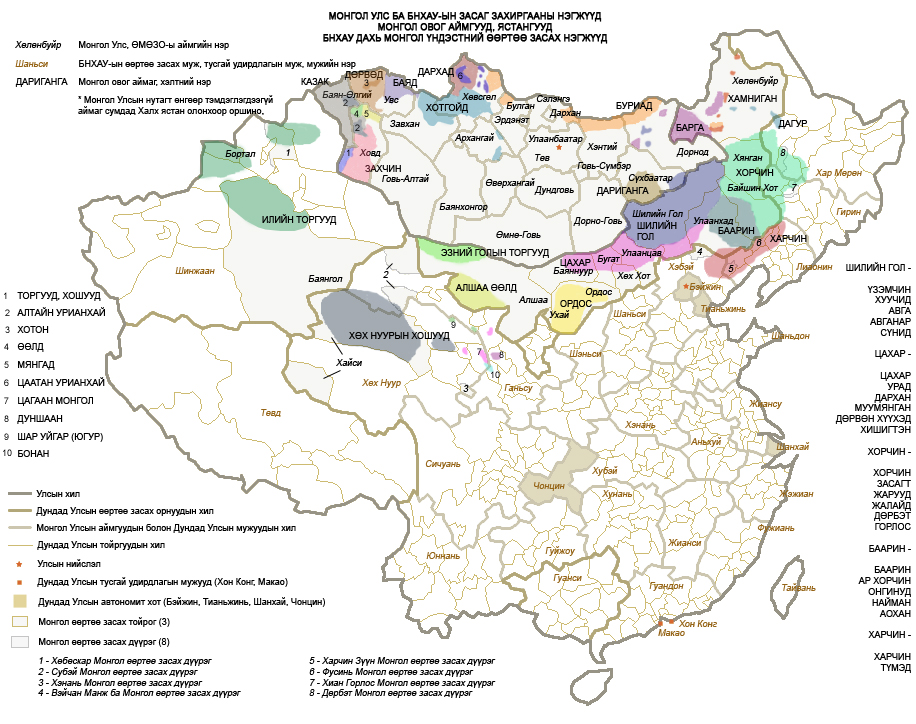
Répartition des différents mongols de Mongolie et de Chine

Le terme Oïrats ou Oyrats, Oyirads (mongol : Ойрад, /Ojrad/) est le nom collectif de plusieurs peuples mongols occidentaux. Ils sont présents en Chine et en Mongolie, mais on les trouve aussi en Russie, où ils sont connus sous le nom de Kalmouks.

## Présentation

### Distribution actuelle
- Dans l'Ouest de la Mongolie.
- En Chine : dans le nord et tout le tiers Sud-Est du Xinjiang, dans le centre et le Sud-Ouest du Qinghai et dans l'ouest de la Mongolie-Intérieure.
- En Russie : en Kalmoukie, république autonome de la fédération de Russie (capitale : Elista), située en Europe de l'Est.

### Langue
La langue oïrate fait partie du groupe des langues mongoles.

### Histoire

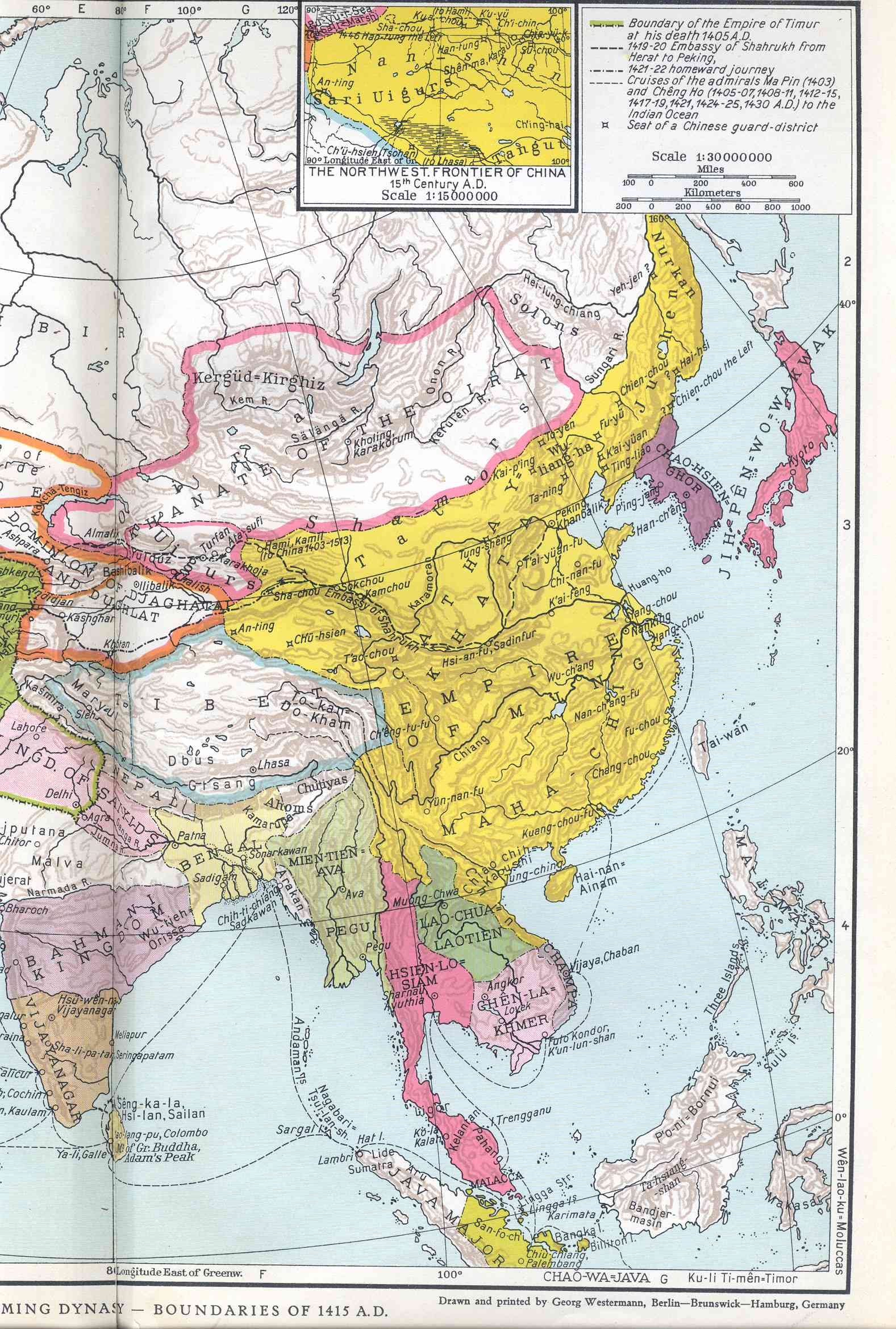
Khanat des oïrats en 1415, au Nord-Ouest de la Chine des Ming, couvrant la Mongolie et une grande partie de l'actuelle Xinjiang. Elle inclut le royaume ouïghour à Tourfan

Menant une vie nomade dans les steppes de l'Altaï, les Oïrats sont soumis par les Mongols de Gengis Khan en 1207.
Plus tard, ils participent aux expéditions d'Houlagou Khan et d'Abaqa au Levant et certains se fixent en Syrie. Un petit nombre d’Oïrats (300) arrive en Égypte dès 1292. Puis en 1296, entre 10 000 et 18 000 guerriers Oïrats et leurs familles, menés par leur chef Turghay, sont accueillis en Syrie par le sultan mamelouk al-Adil Kitbugha (1294-1296), lui-même d’origine oïrate. Leurs chefs (entre 113 et 300 selon les sources) sont accueillis avec tous les honneurs au Caire. La wāfidiyya  devient alors un corps majoritairement oïrat, d’où son nom dans les sources de uwayratiya. Perdant leur influence à la suite de la déposition de Kitbugha, ils se fondent progressivement dans la société égyptienne et disparaissent des sources au milieu du XIVe siècle. On les retrouve cependant en 1300 dans un complot, qui échoue, visant à assassiner les deux émirs qui détiennent les rênes du pouvoir sous le règne du jeune al-Nâsir, Baybars al-Jashankir et Sayf al-Din Salar, et à rétablir Kitbugha sur le trône.

#### Ligue oïrat (XVe–XVIIesiècle)
Au XVe siècle, les Oïrates forment une ligue, connue sous le nom des « Quatre oïrats » ou « Quatre Alliés », en mongol Dörvn Öörd, dont pourrait venir leur nom, Oyirad étant peut-être une déformation de Öörd. Les principaux composants sont les Choros (ou Öölds), les Torgut, les Dörbets et les Qoshots.

#### Départ des Torgut vers la Russie et création de la Kalmoukie (1616)
En 1616, mécontents de la politique de l’alliance dictée par les Choros, la plupart des Torgut et une partie des Dörbets migrent vers l’ouest. Ils s’installent dans la région de la basse Volga, où ils établissent le khanat kalmouk. Les Kalmouks, soumis par la suite aux différents gouvernements de la Russie, se sont lentement sédentarisés tout en conservant leur culture.

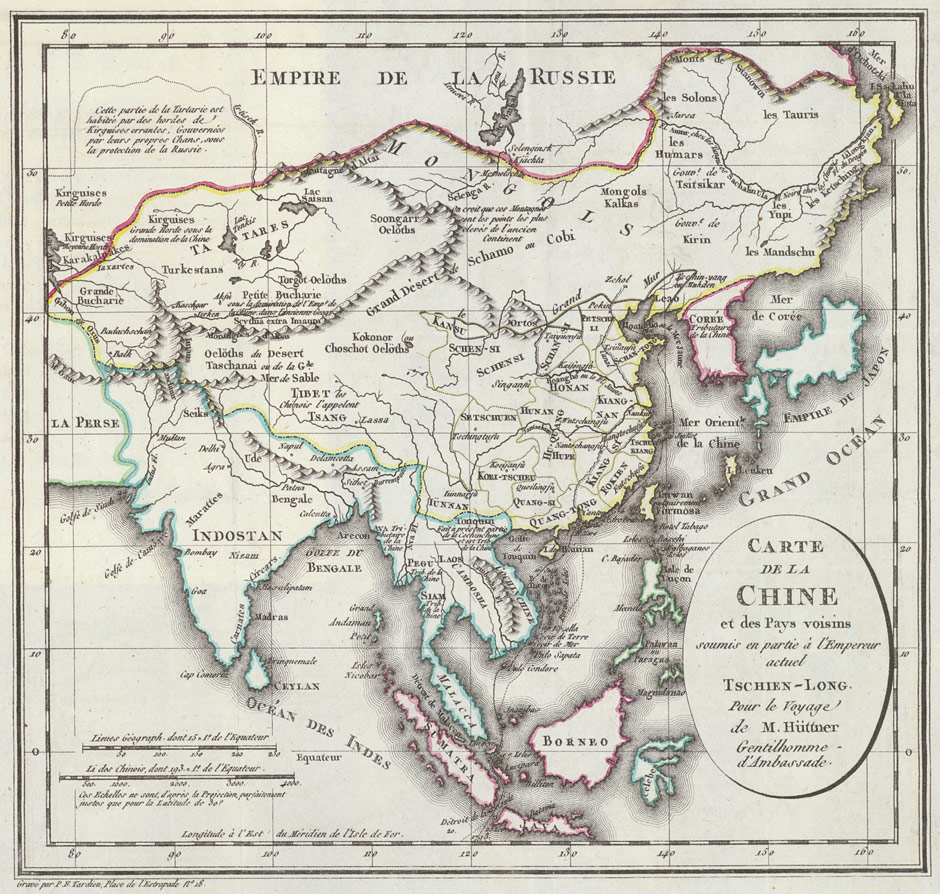
Distribution des Khanats Oïrat en 1798, par Johann Christian Hüttner pour l'ambassade de l'Empire britannique :
- Khanat qoshot (Kokonor Choschot Oelöths)
- Khanat dzoungar (Soongarr Oelöths)
- Khanat torgut (Torgot Oelöths)
- Oïrats (peut-être du Taklamakan ?) (Oelöths du Taschanai)

#### Départ des Qoshots vers le Qinghai et le Tibet (XVIIesiècle)
En 1637, les Qoshots sous le règne de Güshi Khan migrent vers le Qinghai autour du Lac Qinghai et y établissent le Khanat qoshot.
Le dalaï-lama demande, à sa majorité de mettre au pouvoir les gélougpa (école des bonnets jaunes) et de détruire pour cela ses rivaux. Ils envahissent le Tibet central, contrôlé depuis 1618 par les karmapa, opposés au Gélougpa, en 1640 et y placent le Dalaï-lama, chef de l'école des bonnets jaunes, au pouvoir religieux.

#### Choros et khanat dzoungar
Les Choros, restés sur place, fondent le khanat dzoungar. Sous le règne de Galdan, leur territoire s'étend à tout le Xinjiang en 1679. Ils conquièrent le Tibet et tuent le chef Qoshot Lkhazan Khan, allié des Chinois mandchous de l'Empire Qing, puis le territoire des Khalkhas en Mongolie-Intérieure. Ces derniers, alliés des Qing, mènent ensuite plusieurs campagnes militaires contre le khanat dzoungar, ce qui permet aux empereurs mandchous de soumettre les derniers Oïrats hostiles à leur pouvoir.

#### Retour des Kalmouks en Dzoungarie (1771)
En 1771, certains Kalmouks entreprennent une migration de retour vers leurs territoires ancestraux. Ceux qui atteignent la Chine rejoignent ainsi les autres oïrats.